# Milionia luculenta
Milionia luculenta là một loài bướm đêm trong họ Geometridae.